# 시간 역설

시간 역설(時間逆說, temporal paradox or time paradox)은 시간 여행을 할 때 발생하는 여러 가지 역설에 대한 것이다. 현대 기술로는 시간여행이 불가능하기 때문에 시간 역설이 실제로 발생할 수 있는지 확인할 수는 없지만 철학적인 질문을 위한 사고 실험으로 다루어지거나 시간 여행이 불가능하다는 증거로 사용되기도 한다.
시간여행을 다루는 미디어에는 주요하게 다루어지는 개념이다.

## 유형

### 할아버지 역설 (Grandfather paradox)
할아버지 역설은 시간여행의 일관성에 관한 역설이다. 시간여행의 결과로 과거가 바뀌어 시간여행을 할 수 없는 조건이 만들어지는 상황에서 발생한다. 흔히 생각할 수 있는 예시로 과거로 시간여행을 하여 자신의 조상을 죽이게 되면 시간여행자는 태어날 수가 없게 되고 시간여행도 할 수 없으니 애초에 조상도 죽일 수 없는 경우를 생각할 수 있다.

### 부트스트랩 역설 (Bootstrap paradox)
부트스트랩 역설은 시간여행에서 생기는 존재론적인 역설이다. 시간여행을 하는 인물, 물체, 혹은 정보가 과거로 돌아가 다시 시간여행을 하는 시간선의 일부가 될 때 발생한다. 예를 들어 사과를 들고 과거로 시간여행을 하여 시간여행을 하기 전 자신에게 사과를 준다면 이 사과는 갑자기 튀어나온 것 처럼 존재할 수 있게 된다. 이처럼 근원이 없이 순환하며 존재하게 되는 상황을 부트스트랩 역설이라고 한다.

### 예정론적 역설 (Predestination paradox)
예정론적 역설은 시간여행에서 생기는 결정론적인 인과관계에 관한 역설이다. 미래 사건의 결과가 과거 사건의 결과를 만들고, 과거 사건이 다시 미래 사건의 결과를 만들 때 발생한다. 이러한 상황에서는 주로 역사를 바꿀 수 없기 때문에 인간의 자유의지와 결정론에 대해 질문하는 경우가 많다.

## 같이 보기
- 시간
- 시간 여행
- 할아버지 역설
- 우주 검열 가설
- 웜홀